# Allen megye (Ohio)
Allen megye az Amerikai Egyesült Államokban, azon belül Ohio államban található. Megyeszékhelye Lima. Lakosainak száma 102 206 fő (2020. április 1.). Allen megye Putnam, Hancock, Hardin, Auglaize és Van Wert megyékkel határos.

## Népesség
A megye népességének változása:
| Lakosok száma | 106 372 | 105 957 | 105 329 | 105 298 | 104 425 | 102 206 |
|               | 2010    | 2011    | 2012    | 2013    | 2015    | 2020    |